# Nareh Arghamanyan

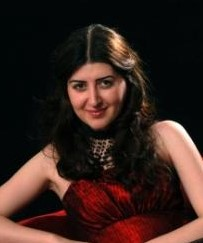
Nareh Arghamanyan (2009)

Nareh Arghamanyan (armenisch Նարե Արղամանյան; * 21. Januar 1989 in Wanadsor, Armenische SSR, Sowjetunion) ist eine armenische Pianistin.

## Leben und Wirken
Nareh Arghamanyan begann im Alter von fünf Jahren mit dem Klavierspiel und wurde ab 1997 am Tschaikowsky-Konservatorium in Jerewan von Alexander Gurgenov unterrichtet. 2004 begann sie ihr Studium in Wien bei Heinz Medjimorec an der Universität für Musik und darstellende Kunst und setzte dies ab 2010 bei Arie Vardi an der Musikhochschule Hannover fort. Sie ist Preisträgerin zahlreicher Wettbewerbe und war Stipendiatin unter anderem der Herbert-von-Karajan-Stiftung. In der Saison 2009 gab sie ihr New Yorker Debüt in der Frick Collection und anschließend diverse Recitals in den USA. Im Jahr 2011 erhielt sie einen Plattenvertrag beim Label Pentatone.
Arghamanyan konzertierte seither in bedeutenden Konzertsälen wie unter anderem in der Wigmore Hall, im New Yorker Lincoln Center, der Berliner Philharmonie, im Herkulessaal, der Hamburger Laeiszhalle, dem Wiener Konzerthaus, im Wiener Musikverein und der Tonhalle Zürich sowie in New York, San Francisco, Boston und Philadelphia.
Sie spielte mit Orchestern wie den Münchner Symphonikern, den Stuttgarter Philharmonikern, dem Gewandhausorchester, der Staatskapelle Weimar, den Wiener Symphonikern, dem Tonhalle-Orchester Zürich, dem Luzerner Sinfonieorchester, dem City of Birmingham Symphony Orchestra, den Straßburger Philharmonikern, dem Orchestre Philharmonique de Monte-Carlo, dem Sinfonieorchester Kyōto, dem Kungliga Filharmoniska Orkestern, dem Helsingborger Symphonieorchester, dem Vancouver Symphony Orchestra, dem Orchestre Métropolitain Montreal, dem Orchestre Symphonique de Québec und verschiedenen deutschen und ausländischen Rundfunk-Sinfonieorchestern.
Dabei arbeitete sie mit Dirigenten zusammen wie zum Beispiel Michael Sanderling, Neville Marriner, Riccardo Chailly, Alain Altinoglu, Christian Arming, James Gaffigan, Howard Griffiths, Kazuki Yamada, Christoph Poppen, Carl St. Clair, Otto Tausk und Xian Zhang.
Arghamanyan trat außerdem bei Musikfestivals auf, so beim Lucerne Festival, beim Schleswig-Holstein Musik Festival, beim Marlboro Festival, beim Kissinger Sommer, bei den Festspielen Mecklenburg-Vorpommern, beim Tanglewood Festival sowie beim Colmar-Festival und gab Klavierabende in Europa, den USA, Kanada und Asien.

## Preise (Auswahl)
- 2005: 1. Preis beim Josef-Dichler-Klavierwettbewerb[4]
- 2007: 1. Preis Piano der Campus International Competition in Pontoise[4]
- 2007: 2. Preis bei der Jose Roca International piano competition, Valencia[4]
- 2008: 1. Preis der Montreal International Music Competition[4]
- 2008: 2. Preis der Gina Bachauer Competition
- 2010: 2. Platz beim Kissinger Klavierolymp

## Diskografie
- Franz Liszt: The 2 Piano Concertos. Mit dem Rundfunk-Sinfonieorchester Berlin, Dirigent: Alain Altinoglu (Pentatone Classics; 2012)
- Sergei Rachmaninov. Morceaux de Fantaisie, Etudes-Tableaux op. 33, Corelli-Variationen (Pentatone Classics; 2012)
- Piano Concertos by Serge Prokofiev and Aram Khachaturian. Khachaturian: Konzert Des-Dur, Prokofiev: Klavierkonzert Nr. 3 C-Dur op. 26 (Pentatone; 2014)
- Franz Danzi. U.a. Klavierkonzert Es-Dur op. 4, Cello-Konzert e-Moll. Nareh Arghamanyan, Aurélien Pascal (Cello), Münchener Kammerorchester, Dirigent: Howard Griffiths (Sony Music mit BR-Klassik; 2018)